# ミッケル・ダムスゴー
ミッケル・クロフ・ダムスゴー（Mikkel Krogh Damsgaard, 2000年7月3日 - ）は、デンマーク・シェラン地域ジリンジ出身のサッカー選手。プレミアリーグ・ブレントフォード所属。デンマーク代表。ポジションはMF。

## クラブ経歴
5歳の時に地元のクラブチームのユースアカデミーに入所し、2013年にFCノアシェランのユースチームに加入。2017年にトップチームに昇格し、同年11月28日のACホーセンス戦でプロデビュー。2017-18シーズンはデンマーク・スーペルリーガで17試合1ゴールを記録。翌2018-19シーズン以降はレギュラーに定着。2019-20シーズンは更に得点能力も開花し、リーグ戦35試合10ゴールを記録した。
2020年2月6日、UCサンプドリアと4年契約を締結し、同年7月1日からサンプドリアに加入することが発表。2020-21シーズン開幕戦のユヴェントスFC戦でセリエA初出場を果たすも、試合は0-3の完封負けを喫した。その後はセリエAのプレースタイルにも慣れ、10月18日のSSラツィオ戦では移籍後初ゴールを決め、試合も3-0と大勝。2020-21シーズンはセリエAで35試合2ゴールを記録。更に後述のUEFA EURO 2020での活躍もあり、2021年7月にはトッテナム・ホットスパーFCが、ダムスゴーの獲得を検討していると報じられた。
2022年8月10日、ブレントフォードFCと5年契約を結んだ。

## 代表経歴
2017年から各ユース世代のデンマーク代表に招集され、2020年11月にフル代表初招集。11日のスウェーデン戦で代表デビュー。2021年3月28日の2022 FIFAワールドカップ・ヨーロッパ予選のモルドバ戦では、代表初ゴールを含む2ゴールを決めた。
UEFA EURO 2020では、クリスティアン・エリクセンが突然の病でチームを離脱するとその代役として、グループリーグ第3戦のロシア戦で先制ゴールを挙げ、逆転での決勝トーナメント進出に貢献。準決勝イングランド戦では直接フリーキックを決めて先制点を奪うが、延長戦の末に敗れ、チームは1992年以来の決勝進出は出来なかった。

## 個人成績

### クラブ
2022年11月8日現在
| クラブ           | シーズン | リーグ         | リーグ | リーグ | カップ | カップ | リーグカップ | リーグカップ | 国際大会 | 国際大会 | 通算 | 通算 |
| クラブ           | シーズン | ディビジョン   | 出場   | 得点   | 出場   | 得点   | 出場         | 得点         | 出場     | 得点     | 出場 | 得点 |
| ---------------- | -------- | -------------- | ------ | ------ | ------ | ------ | ------------ | ------------ | -------- | -------- | ---- | ---- |
| ノアシェラン     | 2017-18  | スーペルリーガ | 17     | 1      | 1      | 0      | —            | —            | —        | —        | 18   | 1    |
| ノアシェラン     | 2018-19  | スーペルリーガ | 32     | 1      | 1      | 0      | —            | —            | 6        | 0        | 39   | 1    |
| ノアシェラン     | 2019-20  | スーペルリーガ | 35     | 11     | 1      | 0      | —            | —            | —        | —        | 36   | 11   |
| ノアシェラン     | 通算     | 通算           | 84     | 13     | 3      | 0      | 0            | 0            | 6        | 0        | 93   | 13   |
| サンプドリア     | 2020-21  | セリエA        | 35     | 2      | 2      | 0      | —            | —            | —        | —        | 37   | 2    |
| サンプドリア     | 2021-22  | セリエA        | 11     | 0      | 1      | 0      | —            | —            | —        | —        | 12   | 0    |
| サンプドリア     | 通算     | 通算           | 46     | 2      | 3      | 0      | 0            | 0            | 0        | 0        | 49   | 2    |
| ブレントフォード | 2022-23  | プレミアリーグ | 9      | 0      | 0      | 0      | 2            | 0            | —        | —        | 11   | 0    |
| 総通算           | 総通算   | 総通算         | 139    | 15     | 6      | 0      | 2            | 0            | 6        | 0        | 153  | 15   |

## 代表歴

### 出場大会
- デンマーク代表
  - 2022 FIFAワールドカップ
  - UEFA EURO 2024

### 試合数
2024年1月9日現在
- 国際Aマッチ 25試合 4得点（2020年-）[9]

| デンマーク代表 | 国際Aマッチ | 国際Aマッチ |
| 年             | 出場        | 得点        |
| -------------- | ----------- | ----------- |
| 2020           | 1           | 0           |
| 2021           | 12          | 4           |
| 2022           | 8           | 0           |
| 2023           | 4           | 0           |
| 2024           |             |             |
| 通算           | 25          | 4           |

### 得点
| 得点 | 日時          | 場所           | 相手         | スコア | 結果         | 大会                                             |
| ---- | ------------- | -------------- | ------------ | ------ | ------------ | ------------------------------------------------ |
| 1.   | 2021年3月28日 | ヘアニング     | モルドバ     | 2-0    | 8-0          | 2022 FIFAワールドカップ・ヨーロッパ予選グループF |
| 2.   | 2021年3月28日 | ヘアニング     | モルドバ     | 3-0    | 8-0          | 2022 FIFAワールドカップ・ヨーロッパ予選グループF |
| 3.   | 2021年6月21日 | コペンハーゲン | ロシア       | 1-0    | 4-1          | UEFA EURO 2020                                   |
| 4.   | 2021年7月7日  | ロンドン       | イングランド | 1-0    | 1-2 (a.e.t.) | UEFA EURO 2020                                   |